# Condé-sur-Marne

Condé-sur-Marne este o comună în departamentul Marne, Franța. În 2009 avea o populație de 710 de locuitori.